# Kevin Gillis
Pour les articles homonymes, voir Gillis.
Kevin Gillis est un producteur, compositeur, scénariste, réalisateur et acteur canadien.

## Filmographie

### comme producteur
- 1980 : The Christmas Raccoons (TV)
- 1981 : The Raccoons on Ice (TV)
- 1983 : The Raccoons and the Lost Star (TV)
- 1984 : The Raccoons: Let's Dance! (vidéo)
- 1989 : The Jeff Healey Band: See the Light - Live from London (vidéo)
- 1990 : The Nutcracker Prince
- 1993 : Heart of Courage (série télévisée)
- 1994 : RoboCop ("Robocop") (série télévisée)
- 1998 : The True Meaning of Crumbfest (TV)
- 1998 : Universal soldier II: Frères d'armes (Universal Soldier II: Brothers in Arms) (TV)
- 1999 : What Katy Did (TV)
- 2000 : Eckhart (série télévisée)
- 2004 : Atomic Betty (série télévisée)
- 2005 : Miss BG (série télévisée)
- 2006 : Captain Flamingo (série télévisée)

### comme Compositeur
- 1980 : The Christmas Raccoons (TV)
- 1981 : The Raccoons on Ice (TV)
- 1983 : The Raccoons and the Lost Star (TV)
- 1984 : The Raccoons: Let's Dance! (vidéo)
- 1993 : Heart of Courage (série télévisée)
- 1994 : RoboCop ("Robocop") (série télévisée)

### comme scénariste
- 1980 : The Christmas Raccoons (TV)
- 1981 : The Raccoons on Ice (TV)
- 1983 : The Raccoons and the Lost Star (TV)
- 1984 : The Raccoons: Let's Dance! (vidéo)

### comme réalisateur
- 1980 : The Christmas Raccoons (TV)
- 1981 : The Raccoons on Ice (TV)
- 1983 : The Raccoons and the Lost Star (TV)
- 1984 : The Raccoons: Let's Dance! (vidéo)

### comme Acteur
- 1980 : Yes You Can (série télévisée) : Animateur